# Partsi (Hiiumaa)
Partsi (Duits: Pardas) is een plaats in de Estlandse gemeente Hiiumaa, provincie (en eiland) Hiiumaa. De plaats heeft de status van dorp (Estisch: küla).
Tot in oktober 2017 behoorde Partsi tot de gemeente Pühalepa. In die maand werd de fusiegemeente Hiiumaa gevormd, waarin Pühalepa opging.

## Bevolking
Het dorp had 34 inwoners op 31 december 2011 en 42 inwoners op 31 december 2021.

## Ligging
De Tugimaantee 80, de secundaire weg van Heltermaa via Kärdla naar Luidja, komt door Partsi. De rivier Suuremõisa vormt over een korte afstand de grens met het buurdorp Loja.
Partsi ligt in het natuurreservaat Kukka looduskaitseala (1,7 km²), met de buurdorpen Kõlunõmme en Palade. Het park is genoemd naar het noordelijke buurdorp Kukka, dat er zelf niet in ligt.

## Geschiedenis
Partsi werd voor het eerst vermeld in 1564 als Pardas Häcke, ook wel Mårten i Pardas. In 1726 heette het dorp Pardas of Partzi Siemo Jack. In 1620 werd een landgoed Pardas gesticht, dat toebehoorde aan de dominee van Keinis (Käina). In 1688 werd het landgoed een kroondomein. Dat bleef het tot 1798, toen het werd overgedragen aan de familie Stenbock. In het begin van de 19e eeuw kwam het landgoed in handen van de familie von Ungern-Sternberg, die ook Großenhof (Suuremõisa) bezat. De Ungern-Sternbergs maakten van Pardas een ‘semi-landgoed’ (Duits: Beigut, Estisch: poolmõis) onder Großenhof. In 1919, toen het vroegere landgoed werd onteigend door het onafhankelijk geworden Estland, was het eigendom van een Russische plattelandsbank. In de jaren twintig van de 20e eeuw ontstond op het terrein van het vroegere landgoed een nederzetting. Deze fuseerde in 1977 met het dorp Partsi, dat ook nog steeds bestond.
Het eenvoudige houten landhuis is gebouwd in de tweede helft van de 19e eeuw. Het is in particuliere handen. Naast het landhuis zijn ook enkele bijgebouwen en de romp van een molen bewaard gebleven.
In de bossen bij Partsi ligt een grafmonument voor twee onbekende Russische soldaten uit Kazachstan. Zij werden in 1917, tijdens de Eerste Wereldoorlog, gevangengenomen door Duitse troepen die toen Hiiumaa hadden bezet, en bij het landhuis geëxecuteerd tegen de muur van een stal. De dorpsbevolking richtte voor hen een monument op.

## Foto's

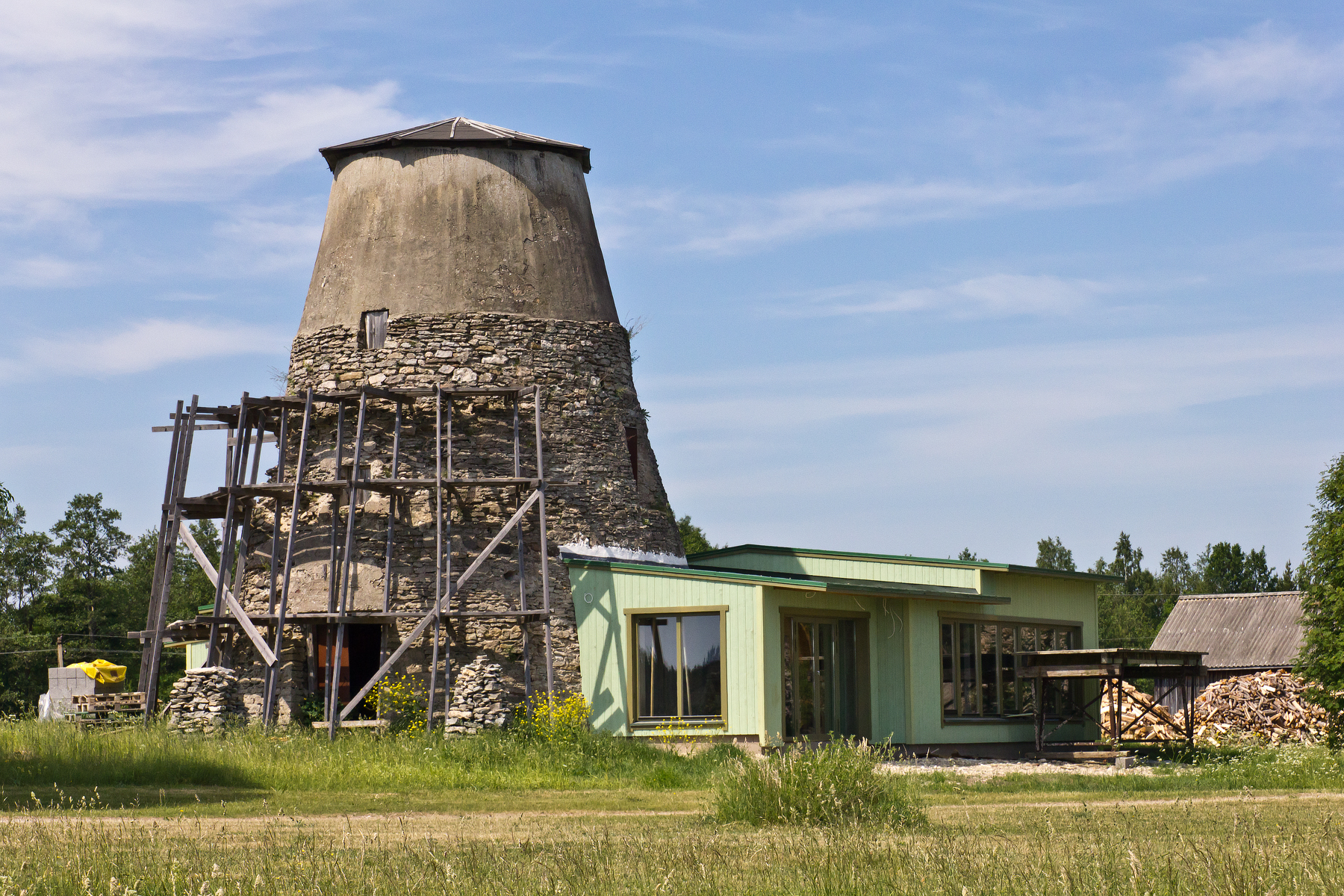
Restant van een molen (2011)
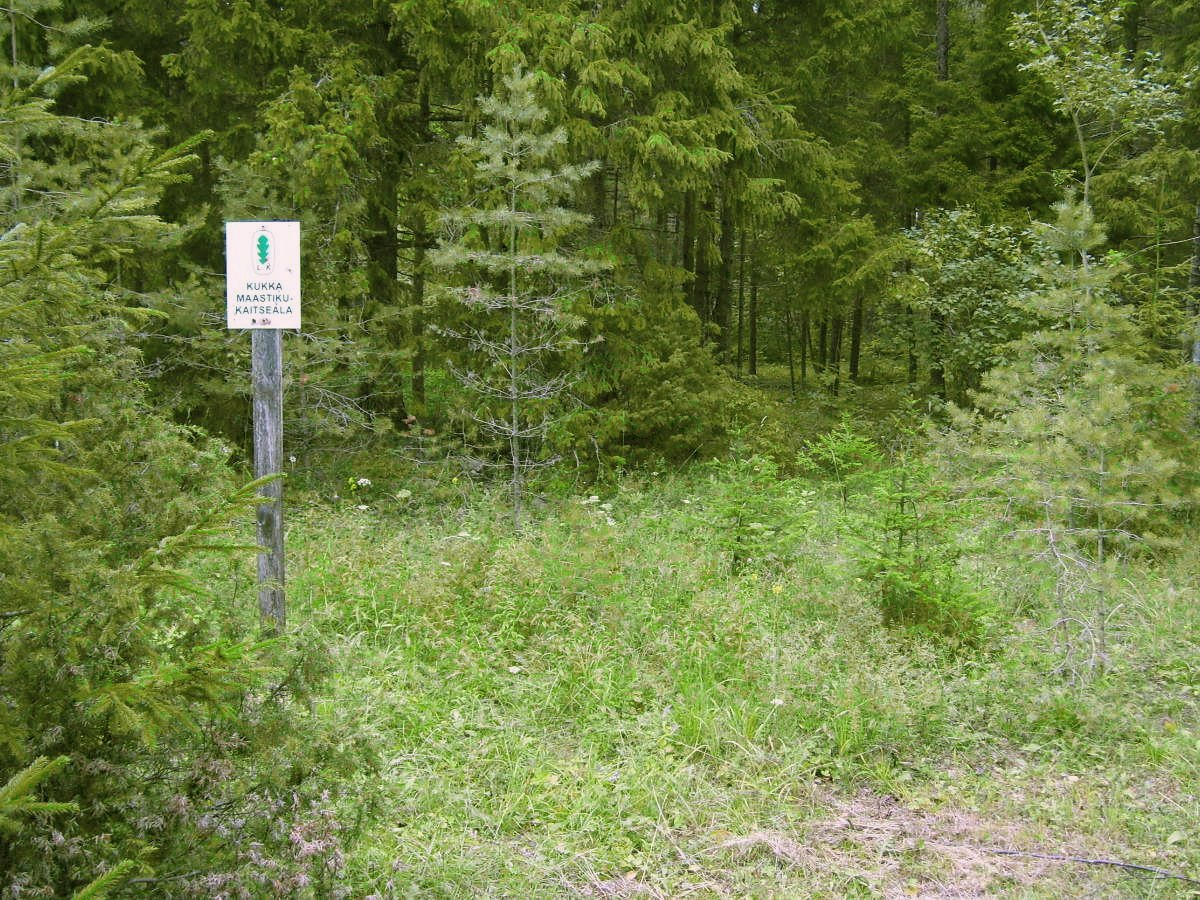
In het Kukka looduskaitseala